# ألبيرتو سوبيتشي
ألبيرتو هوراسيو سوبيتشي سيديس (بالإسبانية: Alberto Horacio Suppici Sedes) الشهير باسم ألبيرتو سوبيتشي (20 نوفمبر 1898 في كولونيا ديل ساكرامينتو، الأوروغواي – 21 يونيو 1981 في مونتيفيديو ، الأوروغواي) مدرب كرة قدم أوروغواياني قاد منتخب بلاده للتويج بأول بطولة كأس عالم في سنة 1930 التي استضافتها بلاده . كان يلقب بالبروفيسور وأخوه سائق سيارات محترف اسمه هيكتور سوبيتشي سيديس .

## المسيرة الرياضية
في 22 أبريل 1917 أسس سوبيتشي نادي بلازا كولونيا في مدينة كولونيا ديل ساكرامينتو . بعدها قرر النادي تسمية الملعب الرئيسي للنادي باسمه وذلك تكريما له.
في البداية قاد سوبيتشي منتخب بلاده لاحتلال المركز الثالث في بطولة كأس أمريكا الجنوبية 1929 .
بعدما قرر الاتحاد الدولي لكرة القدم اختيار الأوروغواي لاستضافة أول بطولة لكأس العالم في سنة 1930 وأثناء المعسكر الذي أقامه سوبيتشي للاعبي المنتخب قبل بداية البطولة قرر استبعاد حارس المرمى أندريس مازالي الذي ساهم بشكل رئيسي في الفوز بالميدالية الذهبية في دورة الألعاب الأولمبية 1928 التي أقيمت في العاصمة الهولندية أمستردام بسبب كسره لحظر التجويل والخروج من المعسكر من دون إذن . بعدها قاد سوبيتشي منتخب بلاده للتغلب على منتخب الأرجنتين في المباراة النهائية 4-2 بيعدما كان متأخرا 1-2 عند نهاية الشوط الأول وذلك أمام 93 ألف متفرج . وضم الطاقم التدريبي الذي اختاره سوبيتشي كلا من بيدرو أريسبي، إرنيستو فيغولي، لويس غريكو، وبيدرو أوليفيري .

## روابط خارجية
- ألبيرتو سوبيتشي على موقع قاعدة بيانات كرة القدم.إي يو (الإنجليزية)
- ألبيرتو سوبيتشي على موقع عالم كرة القدم.نت (الإنجليزية)